# 黄带豆娘鱼
黄带豆娘鱼（学名：Abudefduf xanthozona）为雀鲷科豆娘鱼属的鱼类。分布于印度洋非洲东岸至太平洋中部、北至日本、台湾岛以及南海诸岛等。